# Dowagiac
Dowagiac is een plaats (city) in de Amerikaanse staat Michigan, en valt bestuurlijk gezien onder Cass County.

## Demografie
Bij de volkstelling in 2000 werd het aantal inwoners vastgesteld op 6147.
In 2006 is het aantal inwoners door het United States Census Bureau geschat op 5931, een daling van 216 (-3.5%).

## Geografie
Volgens het United States Census Bureau beslaat de plaats een oppervlakte van
10,5 km², waarvan 10,4 km² land en 0,1 km² water. Dowagiac ligt op ongeveer 271 m boven zeeniveau.

## Plaatsen in de nabije omgeving
De onderstaande figuur toont nabijgelegen plaatsen in een straal van 20 km rond Dowagiac.